# Între revoluții

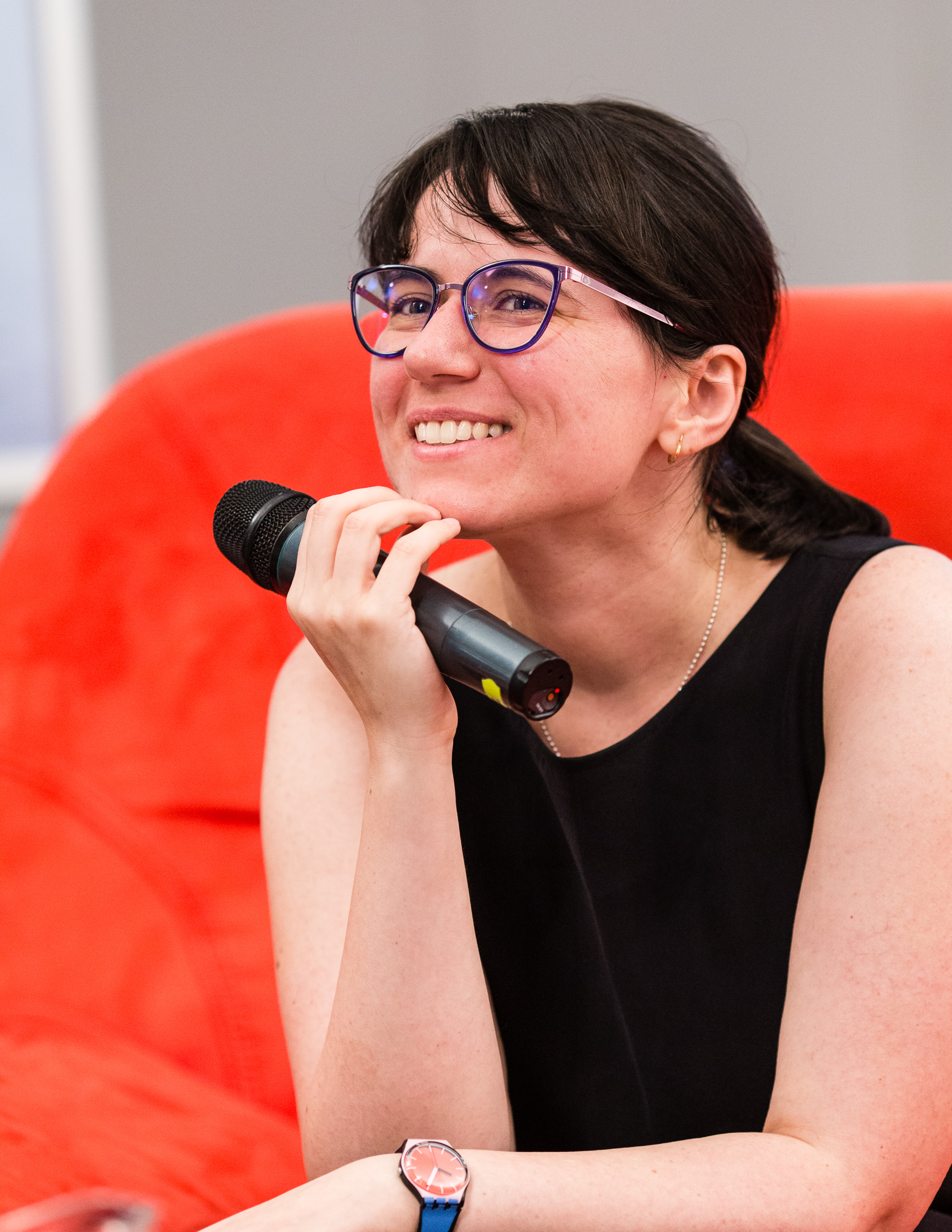
Drehbuchautorin Lavinia Braniște, 2019

Între revoluții ist ein Dokumentarfilm aus Rumänien, Kroatien, Katar und dem Iran unter der Regie von Vlad Petri aus dem Jahr 2023. Der Film feierte am 18. Februar 2023 auf der Berlinale seine Weltpremiere in der Sektion Forum.

## Handlung
Die Iranerin Zahra freundet sich in den 1970er Jahren beim Medizinstudium an der Universität Bukarest mit ihrer Kommilitonin Maria an. Als sich mit dem Sturz des Schah 1979 ein politischer Wandel im Iran möglich erscheint, kehrt Zahra in ihr Heimatland zurück, wird aber enttäuscht. Auch Rumänien erlebt eine Umwälzung. Maria und Zahra berichten einander in einem jahrzehntelangen Briefwechsel von Unruhen und Protesten in ihren beiden Ländern, von der Unterdrückung der Frau und der Auswirkung auf sie persönlich. Beiden ist gemeinsam, dass sie mit der Anpassung an gesellschaftliche Normen ringen. Es verbindet sie mehr als nur Freundschaft. Die Grenze zwischen Dokumentarischem und Fiktion tritt in den Hintergrund.

## Produktion

### Filmstab
Regie führte Vlad Petri, das Drehbuch stammt von Lavinia Braniște und Vlad Petri. Für den Filmschnitt waren Dragoș Apetri, Cătălin Cristuțiu und Vlad Petri verantwortlich.
In wichtigen Rollen sind Victoria Stoiciu und Ilinca Harnut zu sehen.

### Produktion und Förderungen
Produziert wurde der Film von Monica Lăzurean-Gorgan.

### Dreharbeiten und Veröffentlichung
Der Film feierte am 18. Februar 2023 auf der Berlinale seine Weltpremiere in der Sektion Forum.

## Auszeichnungen und Nominierungen
- 2023: Internationale Filmfestspiele Berlin

Der Film gelangte in die Auswahl für den LGBTIQ-Preis Teddy Award.